# Кутская поселковая община
Кутская поселковая общи́на (укр. Кутська селищна громада) — территориальная община в Косовском районе Ивано-Франковской области Украины. Административный центр — посёлок Куты.
Население составляет 16 056 человек. Площадь — 114,1 км².

## Населённые пункты
В состав общины входит один посёлок (Куты) и шесть сёл:
- Великий Рожин
- Малый Рожин
- Розтоки
- Слободка
- Старые Куты
- Тюдов